# サイレンサー (バンド)
サイレンサー（Silencer）は、スウェーデンのストックホルム出身のブラックメタルバンド。

## 来歴
1995年にLeereが始動させたブラックメタルバンドを発端とし、そこにNattramn（ボーカル）が加わり、曲作りを進めていった。1998年に一曲入りデモ『Death, Pierce Me』を40枚限定で製作する。
2000年7月にドイツのKlangschmiede Studioにてアルバム『Death - Pierce Me』をレコーディングする。この時セッションドラマーとしてIMPERIAのSteve Wolthが参加している。このアルバムは2001年10月にProphecy Productionからリリースされたが、間もなくしてNattramnが精神病院へ強制収容させられてしまい、バンドは突如活動を停止することになってしまう。

## メンバー
- Nattramn - ボーカル (1995-2001)
- Leere - ギター、ベース (1995-2001)

## ディスコグラフィー

### アルバム
- 2001年 Death - Pierce Me

### デモ
- 1998年 Death, Pierce Me